# Andray Baptiste
Andray Baptiste (ur. 15 kwietnia 1977) – piłkarz grenadyjski grający na pozycji bramkarza. Od 2010 roku jest zawodnikiem klubu Ashford Town.

## Kariera klubowa
Karierę piłkarską Baptiste rozpoczął w klubie Police FC. Grał w nim w latach 1997–2007 w lidze grenadyjskiej. W 2007 roku wyjechał do Anglii i grał tam w amatorskich klubach Sport London e Benfica (2007–2008) oraz Harrow Borough (2008–2010). Latem 2010 został zawodnikiem Ashford Town.

## Kariera reprezentacyjna
W reprezentacji Grenady Baptiste zadebiutował w 2002 roku. W 2009 roku zagrał w jednym meczu Złotego Pucharu CONCACAF, z Hondurasem (0:4). W 2011 roku został powołany do kadry na Złoty Puchar CONCACAF 2011.